# 시라이 료스케
시라이 료스케(일본어: 白井 亮丞, 2005년 5월 17일~)는 일본의 축구 선수이다.

## 구단 경력
그는 2023년 J2리그의 도쿄 베르디에 입단했다. 2023년 J2리그 3위를 기록하여 J1리그로 승격했다.